# Новомосковскбытхим
Новомосковскбытхим — крупнейшее в СССР предприятие про производству бытовой химии, расположенное в городе Новомосковске Тульской области. Просуществовало до 2003 года.

## История
Создание завода связано с созданием в сентябре 1939 года небольшой артели «3 пятилетка». В 1960 году на её базе был организован завод по производству химикатов, который впоследствии преобразовался в завод бытовой химии.

В 1969 году было создано «Объединение бытовой химии», которое являлось производственным звеном и разработчиком порошков, отбеливателей, чистящих средств и иной продукции, вплоть до запатентованных уникальных составов, патенты на которые являются засекреченными до настоящего времени. В 1995 году приобрело самостоятельный статус – АО «Объединение бытовой химии».

В 1980 году на заводе началось строительство крупнейшего в СССР производства синтетических моющих средств проектной мощностью 200 тысяч тонн в год.
Пуск нового производства состоялся в 1989 году, а в 1992 году предприятие было преобразовано в ОАО «Акционерная компания «Новомосковскбытхим».
В 1994 году «Новомосковскбытхим» вступает в тесные партнерские отношения с компанией «Проктер энд Гэмбл», которая начинает приобретать акции «Новомосковскбытхим» и осуществлять программу инвестирования средств в развитие предприятия.
В  1997 года было принято решение остановить все непрофильные производства, оставив лишь завод по производству стиральных порошков. Взамен закрытых производств был запущен выпуск отбеливателей Ace и прокладок Always. Оставшимся без дела сотрудникам, которых насчитывалось 700 человек, американская компания предложила добровольно уйти с завода и получить за это единовременную денежную компенсацию в размере от 2 до 4,5 годовых окладов.

В 2003 году предприятие «Новомосковскбытхим» было полностью ликвидировано, на базе которого образовался ООО «Проктер энд Гэмбл — Новомосковск».